# Drentwede
Drentwede is een gemeente in de Duitse deelstaat Nedersaksen. De gemeente maakt deel uit van de Samtgemeinde Barnstorf in het Landkreis Diepholz. Drentwede telt 1.017 inwoners.
- Gemeinsame Normdatei: 1027162118
- Virtual International Authority File: 270190140